# Autherine Lucy

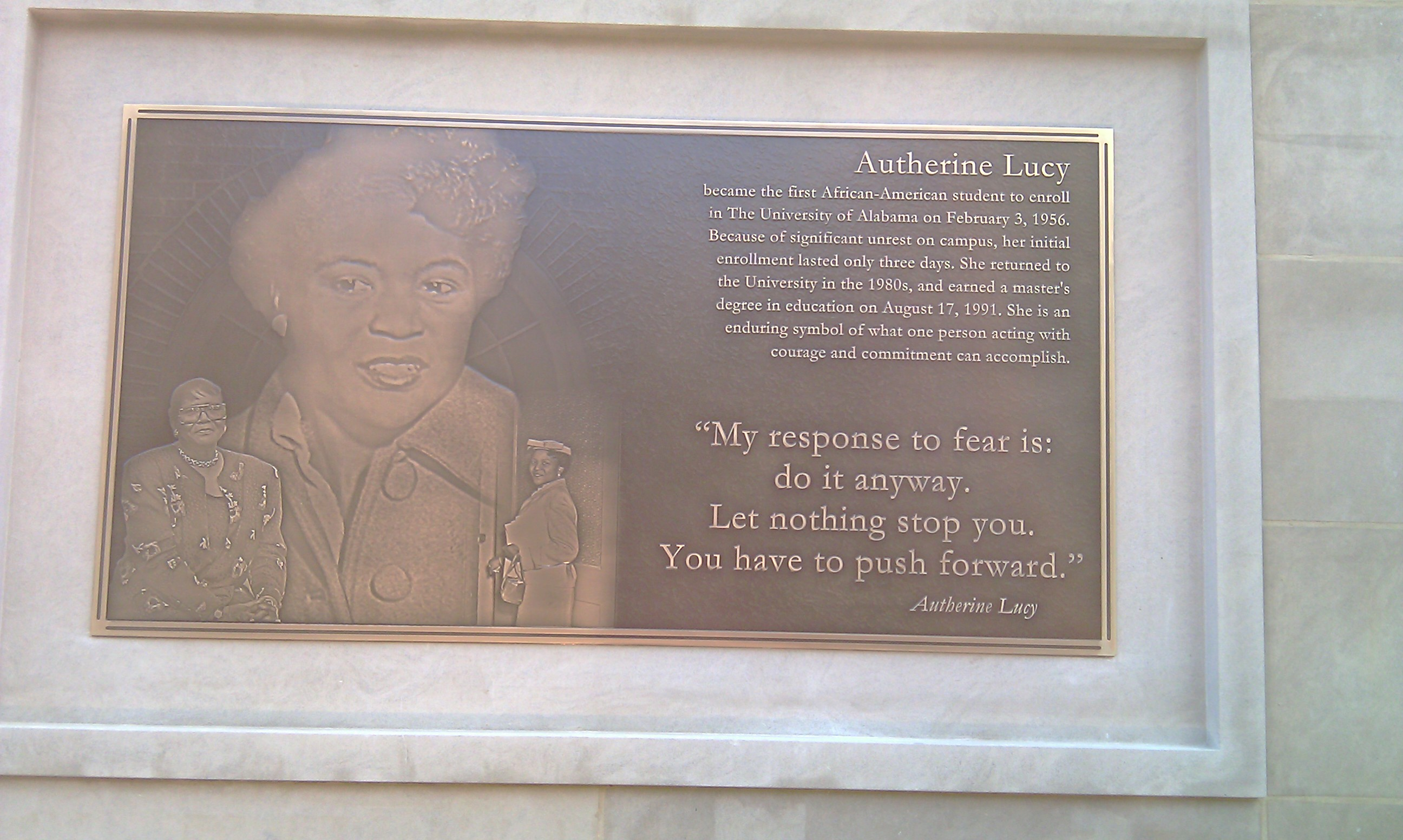
Gedenktafel für Autherine Lucy auf der Südseite des Autherine Lucy Clock Tower im Malone Hood Plaza auf dem Campus der Universität von Alabama in Tuscaloosa, Alabama

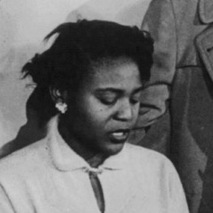
Autherine Lucy

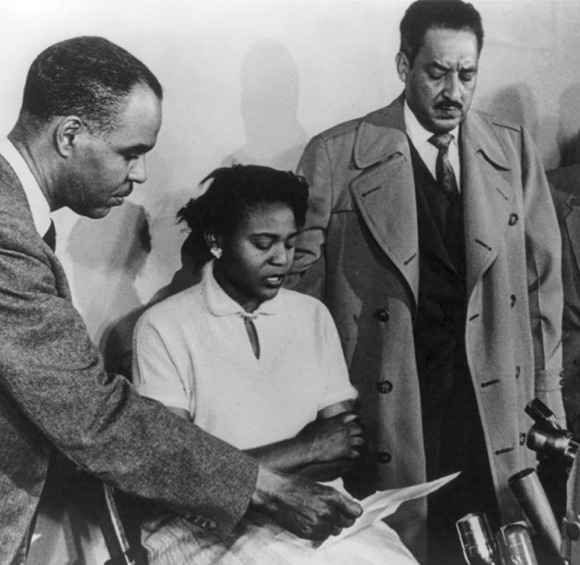
Roy Wilkins in einer Pressekonferenz mit Autherine Lucy und Thurgood Marshall, Direktor und Sonderberater des NAACP Legal Defense and Education Fund. 2. März 1956

Autherine Lucy Foster (* 5. Oktober 1929 in Shiloh, Alabama; † 2. März 2022) war eine US-amerikanische Pädagogin und Aktivistin. Sie war die erste afroamerikanische Studentin, die 1956 die University of Alabama besuchte.

## Leben
Lucy kam als jüngstes von zehn Kindern von Minnie Maud Hosea und Milton Cornelius Lucy zur Welt. 1947 besuchte sie die Selma University in Selma, Alabama, und erhielt ein Lehrzertifikat. Anschließend besuchte sie das Miles College in Birmingham (Alabama) und schloss 1952 ihr Studium mit einem Bachelor in Englisch ab. Am Miles College lernte sie Pollie Anne Myers kennen, die eine Bürgerrechtlerin bei der National Association for the Advancement of Colored People (NAACP) war. Nach ihrem Abschluss beschlossen beide, einen weiteren Abschluss an der University of Alabama zu erwerben.  
Sie starb am 2. März 2022.

## Einschreibung an der University of Alabama
Sie schickten ihre Bewerbungen am 4. September 1952 an die Universität und erhielten neun Tage später einen Brief über ihre Zulassung. Als sie ihre Unterlagen ausfüllten, stellte man an der Universität fest, dass Lucy und Myers Afroamerikaner waren. Am 20. September 1952 wurde den Frauen mitgeteilt, dass ein Fehler aufgetreten sei und dass sie in der Schule nicht willkommen seien. Zwei der bekanntesten afroamerikanischen Bürgerrechtsanwälte, Arthur Shores und der spätere Richter am Obersten Gerichtshof Thurgood Marshall halfen den beiden Frauen und schrieben einen Brief an John Gallalee, den Präsidenten der Universität. Dieser weigerte sich jedoch eine Aufnahmeerlaubnis zu erteilen. Nach dieser Nachricht leiteten Shores und Marshall ein Gerichtsverfahren gegen die Universität ein. Während des Wartens arbeitete Lucy als Englischlehrerin in Carthage (Mississippi) und als Sekretärin bei einer Versicherungsgesellschaft.
Marshall arbeitete an einem weiteren Fall, der Lucy und Myers helfen würde, die Genehmigung für den Schulbesuch zu erhalten. Ein Jahr bevor Lucy und Myers vor Gericht gehen sollten, gewannen Marshall und sein Team 1954 den Fall Brown v. Board of Education, in dem der Gerichtshof das Urteil verfügte, dass eine separate but equal („getrennte, aber gleiche“) öffentliche Schulbildung illegal sei, weil man niemals auf diesem Wege eine Gleichheit nachweisen könne. Diese Entscheidung bedeutete, dass es für Schulen auch illegal war, Schüler wegen ihrer Rasse vom Besuch abzuhalten. Dank dieses Urteils brachten Lucy und Myers ihren Fall vor das US-Bezirksgericht und erhielten das Recht, die Universität von Alabama zu besuchen.

### Desegregationsprotest an der University of Alabama 1956
Mit einem Privatdetektiv fand die Schule heraus, dass Myers schwanger und unverheiratet war, als sie sich bei der Schule bewarb. Als Verstoß gegen die Moralkodizes der Schule wurde Myers von der Zulassung ausgeschlossen. Lucy war es nicht erlaubt auf dem Campus zu leben oder in der Cafeteria zu essen, aber sie durfte sich für Kurse anmelden. Mit mäßiger Polizeipräsenz, um die Desegregation durchzusetzen, nahm sie am 3. Februar 1956 erfolgreich an ihrem ersten Unterrichtstag teil. In dieser Nacht und am folgenden Abend begannen zunehmend aufgeregte Gruppen weißer Universitätsstudenten auf dem Campus zu marschieren und zu sprechen. Obwohl Lucys zweiter Unterrichtstag am 4. Februar ebenfalls ohne nennenswerte Zwischenfälle verlief, durchlief sie am 6. Februar auf dem Weg zu ihrer ersten Klasse eine feindliche Menge von rund 300 weißen Demonstranten. Als dieser Unterricht endete, wurde sie von Universitätsbeamten aufgefordert, mit dem Auto zu ihrer nächsten Klasse zu fahren, da sich draußen ein Mob versammelt hatte. Augenzeugenberichte berichteten, dass der größte Teil der Menge aus Studenten bestand.
Lucy und ihre Begleiter waren von wütenden weißen Studenten umgeben, die sie mit faulen Eiern bewarfen, als sie zum Auto gingen. Lucy kam sicher in ihrer zweiten Klasse an, aber ihr Fahrer musste mit dem Auto vor der Menge fliehen, die auf über 2.000 Menschen angewachsen war. Am Ende ihrer zweiten Unterrichtsstunde musste Lucy mehr als zwei Stunden warten, um den Campus sicher zu verlassen. Sie wurde zu einem wartenden Streifenwagen gebracht, der sie, auf dem Rücksitz versteckt, vom Campus wegbrachte. In derselben Nacht stimmte das Kuratorium der Universität von Alabama dafür, Lucy von der Universität auszuschließen, angeblich zu ihrer eigenen Sicherheit.
Shores und Marshall halfen Lucy gegen die Universität zu klagen, aber die Anwälte konnten nicht nachweisen, dass die Universität mit dem Mob verbunden war und nahmen ihre Aussage zurück.  Dadurch konnte die Universität Lucy beschuldigen, die Schule und ihre Verwaltung diffamiert zu haben. Dies war ein rechtlicher Grund für ihre Ausweisung. Obwohl sie die Universität nicht besuchen durfte, machten sich ihre Anwälte immer noch Sorgen um ihre Sicherheit und Marshall und seine Frau nahmen Lucy in ihr Haus auf. 
Sieben Jahre später, im Juni 1963 schrieben sich Vivian Malone Jones und James Hood als erste Afroamerikaner ein und wurden Vollzeitstudenten der University of Alabama.
Am 22. April 1956 heiratete Lucy Hugh Lawrence Foster und zog mit ihm nach Texas. Sie bekamen vier Kinder, von denen zwei an der Universität von Alabama studierten. Nachdem das Paar in Louisiana und Texas gelebt hatte und ihre Bekanntheit verhinderte, dass sie eine Stelle als Lehrerin fand, zog die Familie 1974 nach Alabama zurück. Lucy bekam dort eine Anstellung im Bildungssystem von Birmingham.
1988 stimmte das Kuratorium der Universität von Alabama dafür, die Ausweisung von Lucy aufzuheben. Sie schrieb sich 1989 ein und absolvierte zur gleichen Zeit wie ihre Tochter Grazia dieselbe Universität. Sie erhielt am 9. Mai 1992 ihren Master in Pädagogik. 

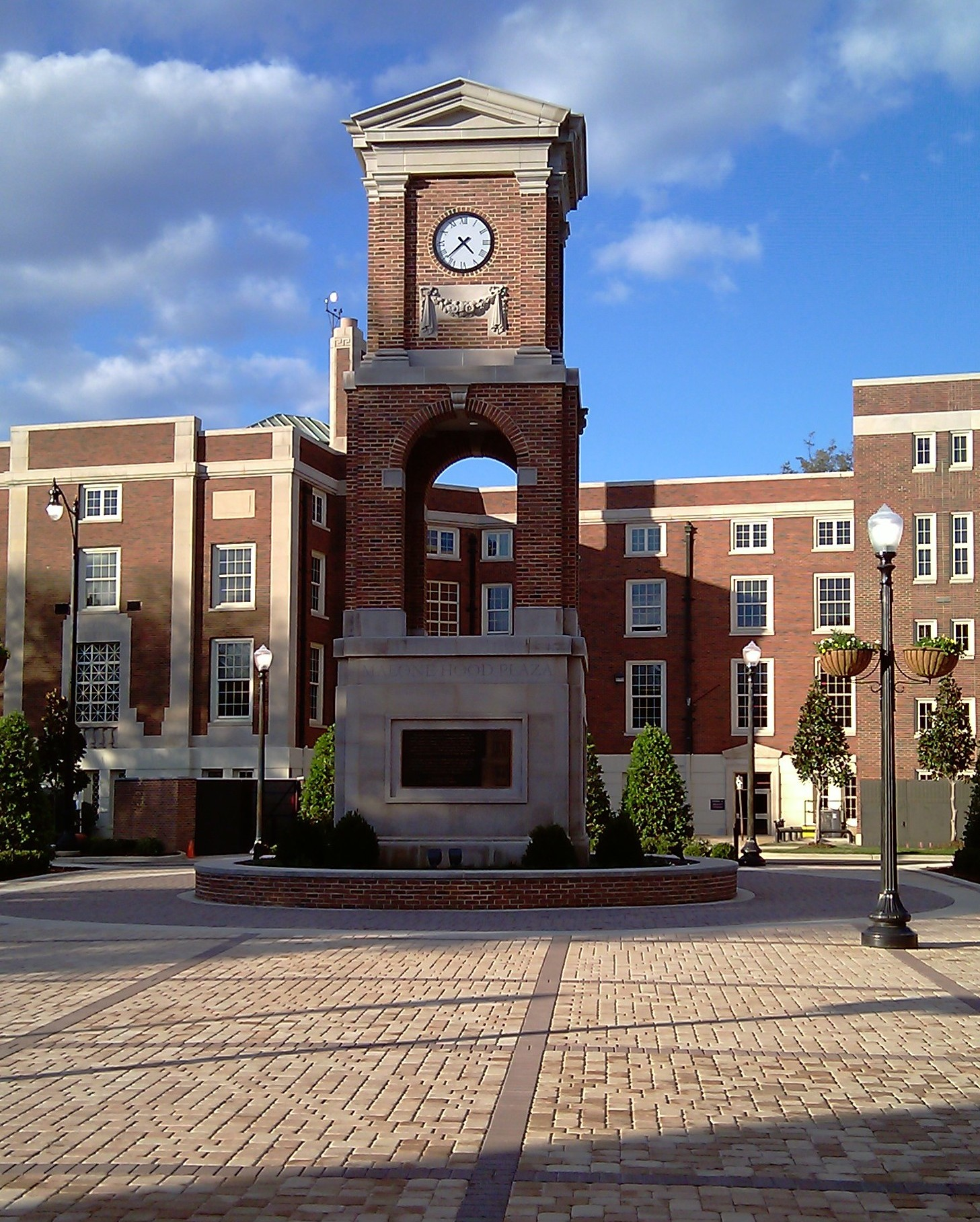
Autherine Lucy Clock Tower in der Malone Hood Plaza auf dem Campus der Universität von Alabama in Tuscaloosa, Alabama

Am 3. November 2010 wurde der Autherine Lucy Clock Tower auf der Malone-Hood Plaza auf dem Campus der University of Alabama zu ihren Ehren sowie in Erinnerung an Vivian Malone und James Hood, eingeweiht. Die Malone-Hood Plaza befindet sich neben dem Foster Auditorium, wo der Gouverneur von Alabama, George Wallace, 1963 erfolglos versuchte, Vivian Malone und James Hood daran zu hindern, sich an der Universität einzuschreiben. An der Basis des Turmes befinden sich Bronzetafeln, die die Geschichte dieser drei Protagonisten erzählen.

## Auszeichnungen
Die University of Alabama benannte ein Stiftungsstipendium nach ihr und am 4. Mai 2019 wurde ihr die Ehrendoktorwürde verliehen. Im August 2020 verlieh ihr das Miles College die Ehrendoktorwürde.